# Mollas, Kolonjë
Mollas, Kolonjë là một xã trong quận Kolonjë thuộc hạt Korçë, Albania. Dân số năm 2005 là 2589 người.